# تو را احساس می‌کنم
«تو را احساس می‌کنم» (به ایتالیایی: Ti Sento) ترانه‌ای از گروه پاپ ایتالیایی ماتیا بازار و یکی از قطعه‌های آلبوم سال ۱۹۸۵ آنها با نام سودازدگی است. کارلو ماراله و سرجیو کوسو موسیقی این قطعه را نوشته‌اند و آلدو استلیتا سرایندهٔ اشعار آن است.
«تو را احساس می‌کنم» در زمان انتشارش در ایتالیا و بلژیک شمارهٔ ۱ چارت‌های موسیقی شد و در هلند دومین ترانهٔ پرفروش روز بود.

## موقعیت در چارهای موسیقی

### چارت‌های هفتگی
| چارت (۱۹۸۵–۱۹۸۶)                | بالاترین جایگاه |
| ------------------------------- | --------------- |
| ایتالیا                         | ۱               |
| بلژیک (اولتراتاپ ۵۰ فلاندرز)    | ۱               |
| اروپا (یوروچارت هات ۱۰۰)        | ۳۳              |
| هلند (۴۰ آهنگ برتر)             | ۲               |
| هلند (۱۰۰ تک‌آهنگ برتر)          | ۲               |
| آلمان غربی (جدول‌های رسمی آلمان) | ۱۱              |